# Mario Marques
Mario de Araújo Marques (ur. 15 maja 1909 w Rio de Janeiro) – brazylijski olimpijczyk, lekkoatleta.
W roku 1932 Marques brał udział w igrzyskach w Los Angeles. Startował w eliminacjach biegu na 100 metrów. Odpadł już w eliminacjach.